# Bolgár irodalom
A bolgár irodalom alatt a bolgár nyelven írt irodalmi (szépirodalmi, történelmi, tudományos, teológiai stb.) műveket értik.

## Óbolgár irodalom

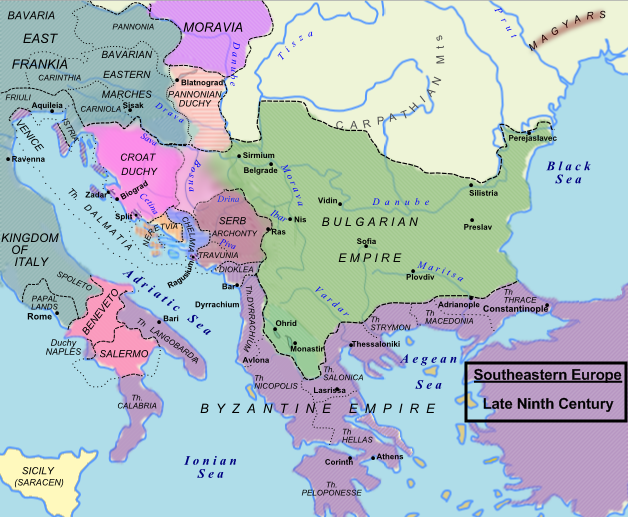
Bulgária és balkáni szomszédjai I. Borisz uralkodása idején

Az óbolgár írásbeliség kialakulása előtt a mai Bulgária területén lakó trákok, majd a területen megjelenő görögök, makedónok és rómaiak irodalmáról, művészetéről lehet beszélni. A 7. században beáramló, Bizáncot is legyőző szlávok mintegy két évszázad alatt teljesen asszimilálták a hellenizált trákokat és a bolgár-törökökkel összeolvadva független államot hoztak létre. Ebből az időszakból származnak az első óbolgár, görög nyelvű feliratok.
Az írásbeliség előtti óbolgár költészet művei eredeti formájukban nem ismertek, létezésüket történelmi utalások jegyezték fel. A pogány bolgár-török népköltészet beleolvadt a szlávok kultúrájába, és motívumai ma már nem lelhetők fel a bolgár népköltészetben. Ezekre ma már legfeljebb következtetni lehet a rokon csuvas nép költészete, valamint a görög nyelven fennmaradt, 7–9. századból származó, kőbe vésett óbolgár feliratok alapján. Ugyancsak a kereszténység felvétele előtti időszakra vezethetők vissza a különféle bájolók, igézők, siratók, lakodalmi énekek, mondák és legendák. A 8. és 9. században a költészetben a földműveléssel és állattenyésztéssel kapcsolatos szokásokhoz, szertartásokhoz fűződő lírai dal volt a leggyakoribb műfaj.

### Irodalom a 9. és 10. században

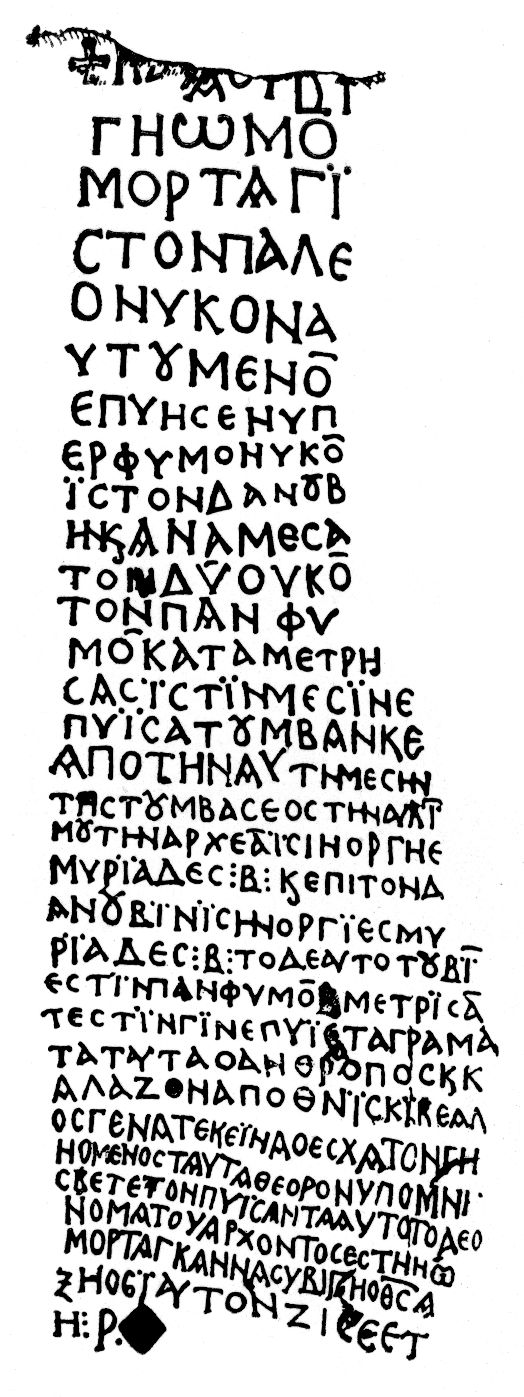
Omurtag bolgár kánról szóló, 822-ből származó, görög nyelvű óbolgár felirat Tarnovóban

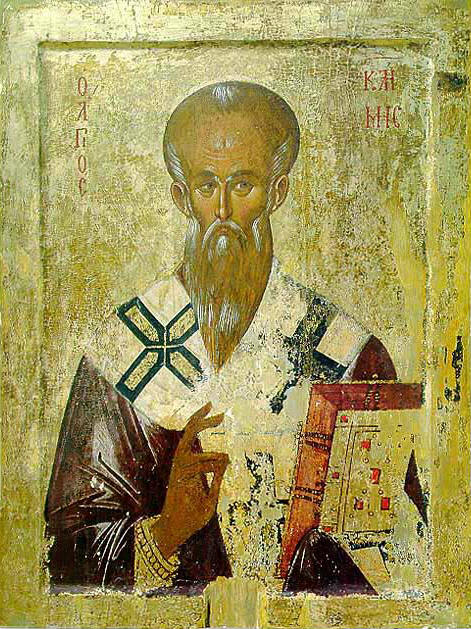
Ohridi Kelemen

### A török hódoltság időszaka (15–18. század)

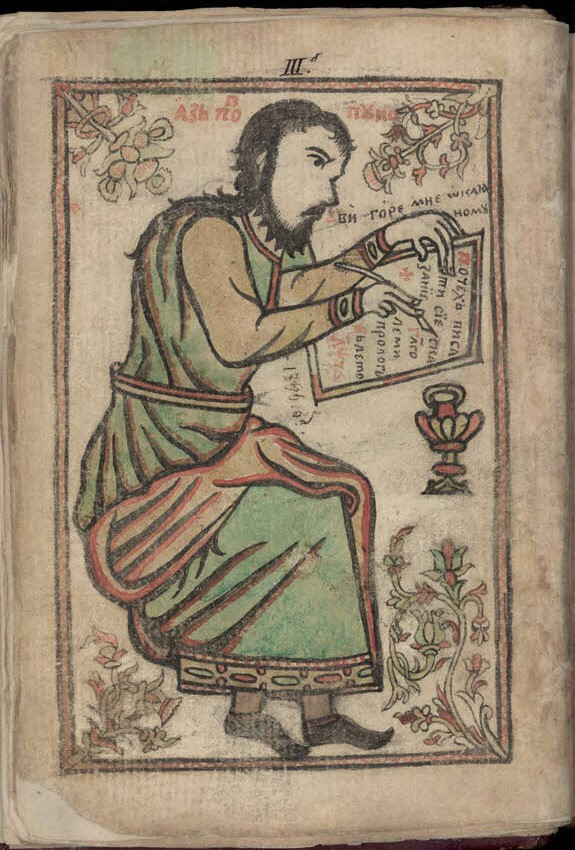
Részlet a Poppuncsov szbornik (Поппунчов сборник) című damaszkinból